# Moravița
Moravița es una comuna ubicada en el distrito de Timiș, Rumania.

## Superficie
Posee una superficie de 84,78 kilómetros cuadrados.

## Demografía
Hasta 2021 la población era de 1990 habitantes, con una densidad de población de 23,47 habitantes por kilómetro cuadrado.